# Antonio Nappa
Antonio Nappa è uno dei personaggi della serie televisiva statunitense Oz, interpretato da Mark Margolis.

## Storia del personaggio
Antonio Nappa è il detenuto numero 98N744, condannato il 4 giugno del 1998 per omicidio di secondo grado ad 88 anni di carcere, con possibilità di vigilata non prima di 50.
Nappa è un mafioso italiano, condannato per aver ucciso un uomo nel suo strip bar. È il padrino di Peter Schibetta e sostituisce quest'ultimo alla guida dei siciliani all'interno di Oz sin dal suo arrivo.

### Stagione 2
Non appena arriva ad Oz, Nappa è subito messo in guardia dal direttore Glynn e da McManus sul fatto che non può vendicarsi su Simon Adebisi per aver stuprato Peter Schibetta. Nappa, su suggerimento di Lenny Burrano, convince Glynn a far fare le analisi antidroga a campione, facendo prelevare proprio Adebisi. Senza il loro leader, gli zombie non durano molto, Nappa ruba loro il controllo delle tette e questi, capeggiati da Wangler, iniziano a lavorare per gli italiani.

### Stagione 3
Gli italiani, grazie anche agli scagnozzi di Wangler, ora controllano lo spaccio della droga ad Oz. Nappa perdona anche Adebisi dello stupro di Schibetta, e decide che l'africano può essere utile per i suoi affari. Tuttavia Adebisi punge Nappa con un ago infetto dal virus HIV. In seguito Nappa ordina l'assassinio di Malcolm Coyle, un criminale che ha sterminato un'intera famiglia, dimostrando la propria lealtà alle altre gang. Quando viene a sapere dalla dott.ssa Nathan di essere sieropositivo, Nappa non riesce a darsi una spiegazione, ma viene comunque messo nel braccio F, quello dei malati di AIDS.
Lì decide di pubblicare un'autobiografia in cui racconta tutto ciò che ha fatto nella sua attività di mafioso. I capimafia all'esterno vengono a sapere dell'accaduto e Nat Ginzburg suo compagno di cella, sotto ordine di Chucky Pancamo, soffoca Nappa nella notte con un cuscino.

### Stagione 6
Compare come narratore dell'episodio "Mancanza di comunicazione" nell'ultima stagione.